# A Million Bid
Pour plus de détails, voir Fiche technique et Distribution.
A Million Bid est un film américain réalisé par Michael Curtiz, sorti en 1927.

## Synopsis
Pour faire plaisir à sa mère, Dorothy Gordon épouse le riche Geoffrey Marsh, bien qu'elle aime Robert Brent, un jeune neurochirurgien. À bord de son yacht, Marsh tente de se jeter sur la jeune fille pendant une tempête mais elle le repousse. Le bateau fait naufrage, Dorothy est sauvée du bateau qui coule, alors que Marsh est supposé être mort. Le docteur Brent lui redonne la santé et, à terme, ils se marient et attendent un enfant. Un jour Brent annonce qu'il va opérer une victime amnésique que Dorothy reconnaît être Marsh. Bien que leur mariage et leur bonheur soient en jeu, Brent refuse de négliger son devoir professionnel. Lopération est un succès, cependant Marsh, conscient des conséquences, feint de ne pas avoir recouvré la mémoire et les laisse à leur bonheur.

## Fiche technique
- Titre original : A Million Bid
- Titre français : Monsieur de la Mer
- Réalisation : Michael Curtiz
- Scénario : Robert A. Dillon, d'après une pièce de George Cameron, pseudonyme de Gladys Rankin Drew (en)
- Photographie : Hal Mohr
- Société de production : Warner Bros. Pictures
- Société de distribution : Warner Bros. Pictures
- Pays de production : États-Unis
- Langue : anglais
- Format : Noir et blanc  — 35 mm — 1,33:1 — Film muet
- Genre : Drame
- Durée : 70 minutes
- Date de sortie : 
  - États-Unis : 28 mai 1927

## Distribution
- Dolores Costello : Dorothy Gordon
- Warner Oland : Geoffrey Marsh
- Malcolm McGregor : Robert Brent
- Betty Blythe : Mme Gordon
- William Demarest : George Lamont
- Douglas Gerrard : Lord Bobby Vane
- Grace Gordon : la bonne des Gordon